# Ушаки (село, Ленінградська область)
Ушаки́ (рос. Ушаки) — село в Тосненському районі Ленінградської області, Росія.